# Edificio de la Gobernación General japonesa en Seúl
El Edificio de la Gobernación General japonesa en Seúl (a menudo se refiere fuera de Corea como el Capitolio de Seúl) fue el edificio administrativo en Keijo (Seúl) durante el gobierno colonial japonés de Corea y la sede del Gobernador General de Corea. Fue un edificio de estilo neoclásico diseñado por el arquitecto alemán Georg De Lalande, y se terminó en 1926. Aunque el edificio fue más tarde escenario de numerosos acontecimientos importantes para la República de Corea, primero albergando la Asamblea Nacional y más tarde el Museo Nacional de Corea, se ha considerado siempre como un símbolo del imperialismo japonés, y fue demolido entre 1995 y 1996.

## Historia
Después que Corea perdió su independencia ante Japón en 1910, Seúl fue la capital colonial japonesa. Se decidió en 1911 construir un edificio en Seúl para la sede de la administración japonesa. 
El edificio se construyó deliberadamente dentro del recinto del Palacio Gyeongbokgung, el ex palacio imperial de Corea, para obstruir la vista de Gyeongbokgung desde el centro de Seúl y legimitar el dominio japonés, y todos menos 10 edificios del palacio, de 400, fueron demolidos; demoliciones más se evitaron gracias a una campaña del intelectual japonés Muneyoshi Yanagi. La nueva estructura fue un edificio de granito gris con una cúpula de cobre. Su plano supuestamente se creó en la forma del primer carácter del nombre japonés por Japón, Nippon (日本). El arquitecto De Lalande, que había vivido en Japón desde 1901 y había diseñado numerosos edificios administrativos allí, murió en 1914 y fue sucedido en el proyecto por el japonés Ichiro Nomura. La construcción comenzó el 25 de junio de 1916, y la estructura fue inaugurada oficialmente diez años más tarde.
El edificio seguía siendo importante para el gobierno de Corea del Sur después del fin de la ocupación japonesa. El ejército de Estados Unidos recibió la rendición japonesa en Corea en el edificio. Más tarde, en 1948, con la fundación de la República de Corea funcionó como la Asamblea Nacional de Corea del Sur hasta que el edificio actual fue inaugurado en 1975; el presidente Syngman Rhee tomó juramento de su cargo sobre sus pasos. En 1985, se convirtió en la sede del Museo Nacional. 
Durante muchos años el edificio fue el más grande y notable de Seúl, y sólo durante el auge de la construcción de la década de 1970 comenzó a ser eclipsado por los edificios de oficinas y rascacielos.

## Demolición
La cuestión del futuro del edificio se abrió después de que Kim Young-sam se convirtiera en presidente en 1993. En agosto de ese año se anunció que iba a ser demolido a partir de 1995, coincidiendo con el 50.º aniversario del final de la Segunda Guerra Mundial y del dominio colonial japonés, así como el 600 aniversario de Gyeongbokgung y se anunciaron planes para un nuevo Museo Nacional. Hubo un intenso debate público sobre el tema, con Kim y otros defensores de su demolición argumentando que el edificio era un símbolo de la ocupación japonesa que había sido construido deliberadamente para desfigurar a Gyeongbokgung. Los opositores respondieron que Corea, hoy una tierra rica, ya no estaba preocupada por el simbolismo, y que los recordatorios de la era japonesa eran necesarios; muchos se opusieron a la medida sobre la base de los gastos incurridos, y el mérito de la edificación existente. (Otros edificios de la era japonesa, como la antigua Estación de Seúl, y el Ayuntamiento de Seúl, se consideran hitos de la ciudad.) Se hizo una propuesta para mover el edificio a un nuevo sitio, aunque esto habría sido mucho más caro que la demolición.
Sin embargo, la demolición se inició el día de la liberación de Corea del Sur, 15 de agosto de 1995, que marca el 50 aniversario del fin de la ocupación japonesa, cuando la cúpula fue eliminada. A finales de 1996, el edificio había desaparecido. Hoy en día la cúpula y varias otras piezas reconocibles del edificio se pueden ver en el museo del Salón de la Independencia de Cheonan. La cúpula y otros elementos forman un monumento en memoria de la historia detrás del edificio y su demolición.

## Galería

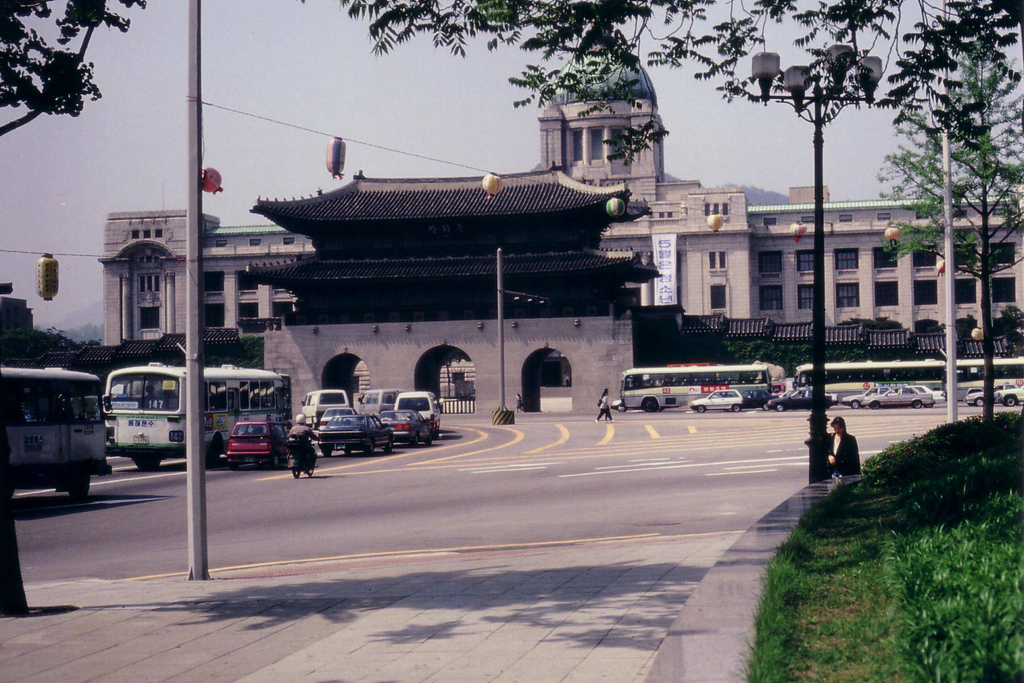
El edificio visto desde el frente, con la puerta Gwanghwamun en primer plano. Fue construido para ocultar la puerta y otros edificios del palacio real
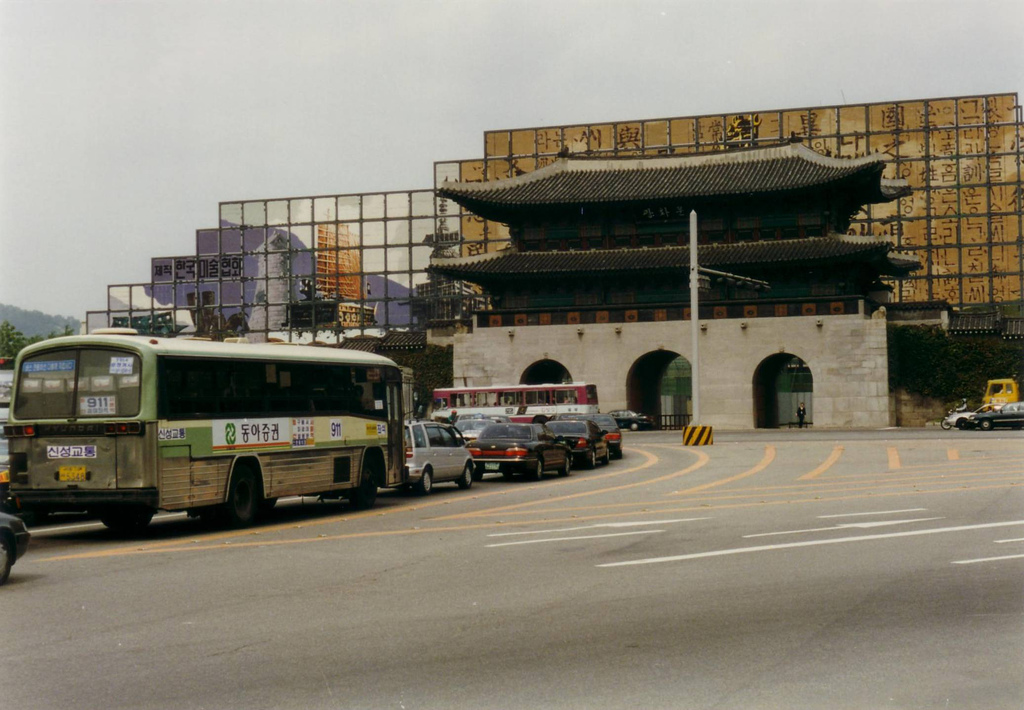
Desde el mismo punto de vista, el edificio demolido tras una pantalla decorativa, 1996
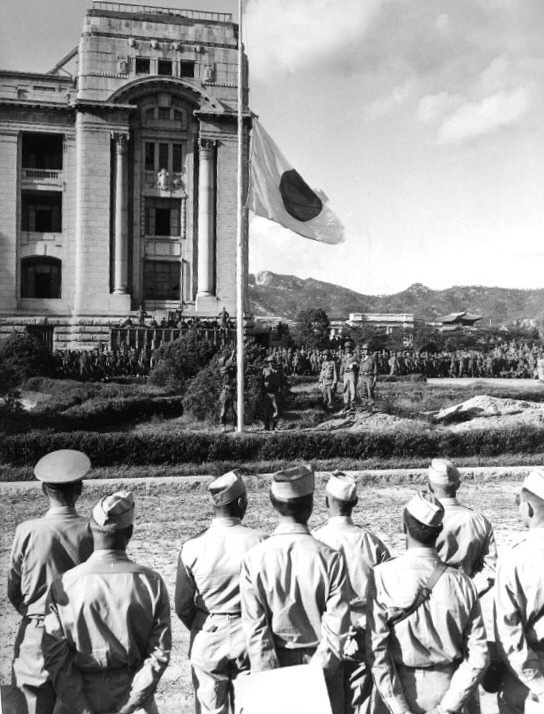
La bandera japonesa es bajada durante la ceremonia de entrega en el Palacio de Gobierno General del 9 de septiembre de 1945
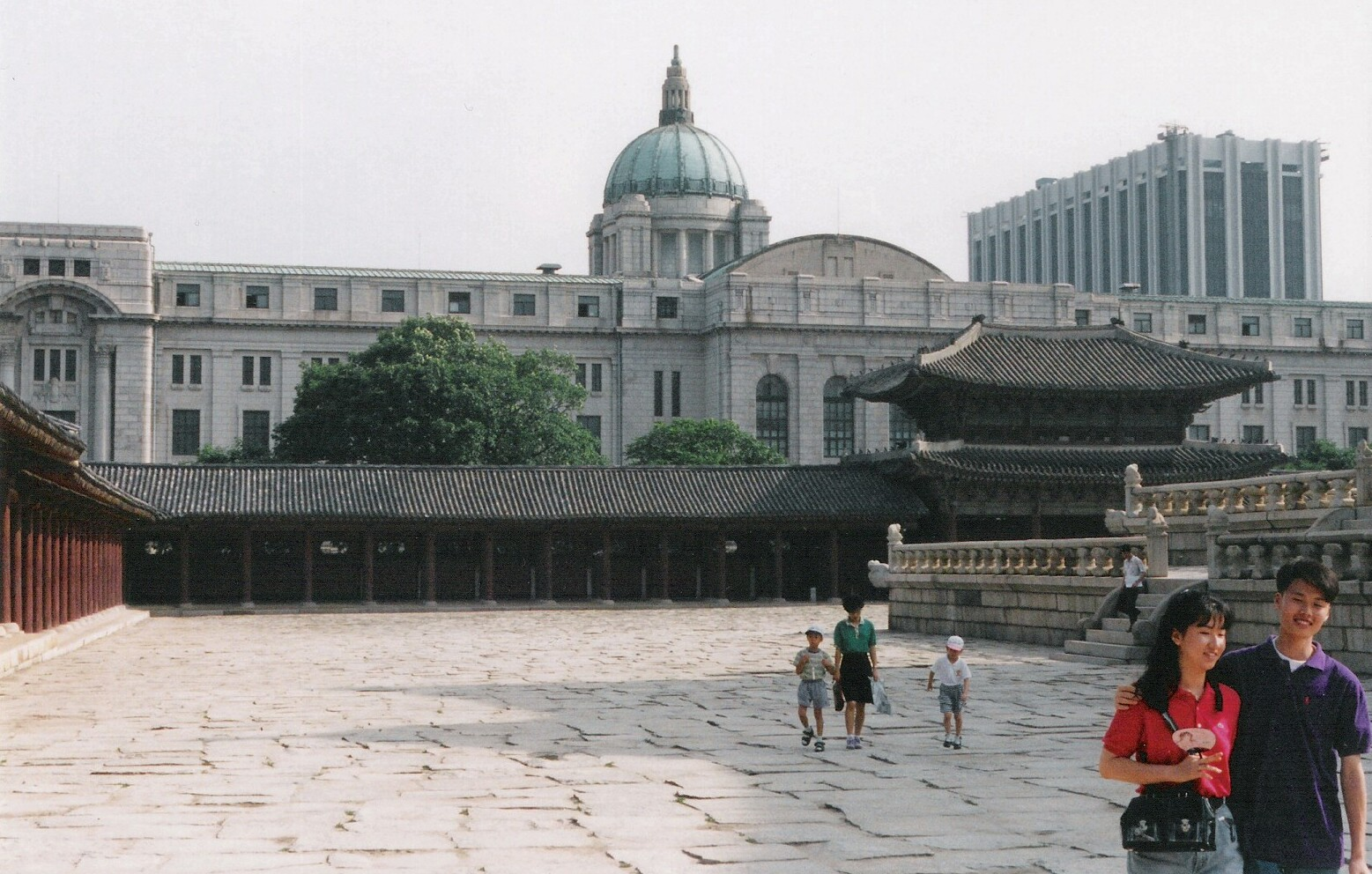
Vista trasera de detrás de la puerta interior del palacio en 1995, antes de su demolición